# Anartia jatrophae
Espèce
Anartia jatrophae est une espèce néotropicale de lépidoptères de la famille des Nymphalidae.

## Description de l'imago
L'imago d’Anartia jatrophae est un papillon d'une envergure variant de 51 à 70 mm, et qui se présente sous deux formes : celle de la saison sèche, plus claire et plus grande, et celle de la saison humide, plus foncée et plus petite. Le dessus des ailes est de couleur blanc beige, orné d'un ensemble de lignes et de taches brunes, incluant une double série de chevrons submarginaux. Les ailes antérieures ont le bord externe concave, et les ailes postérieures ont le bord externe festonné.

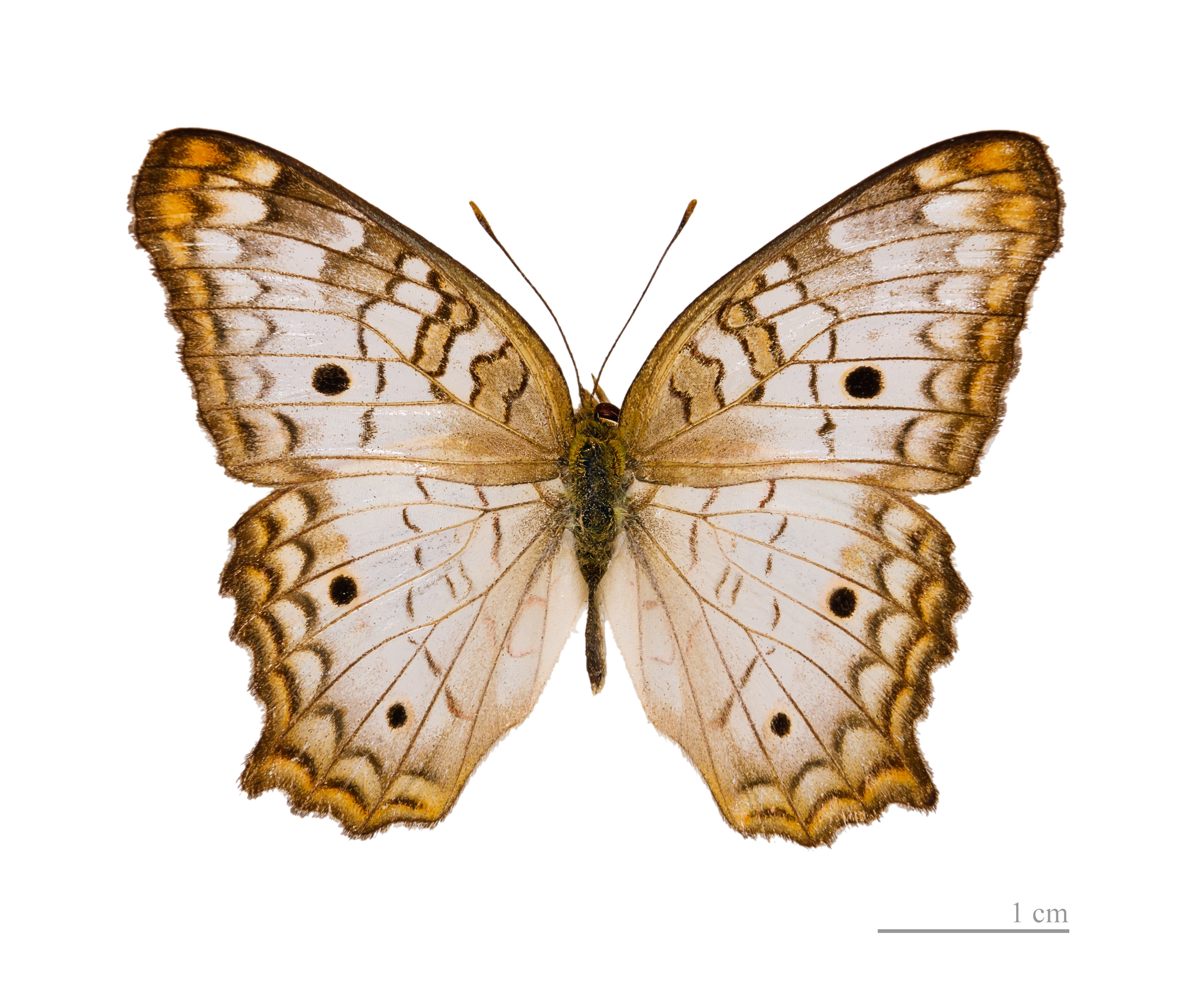
Mâle, face dorsale MHNT
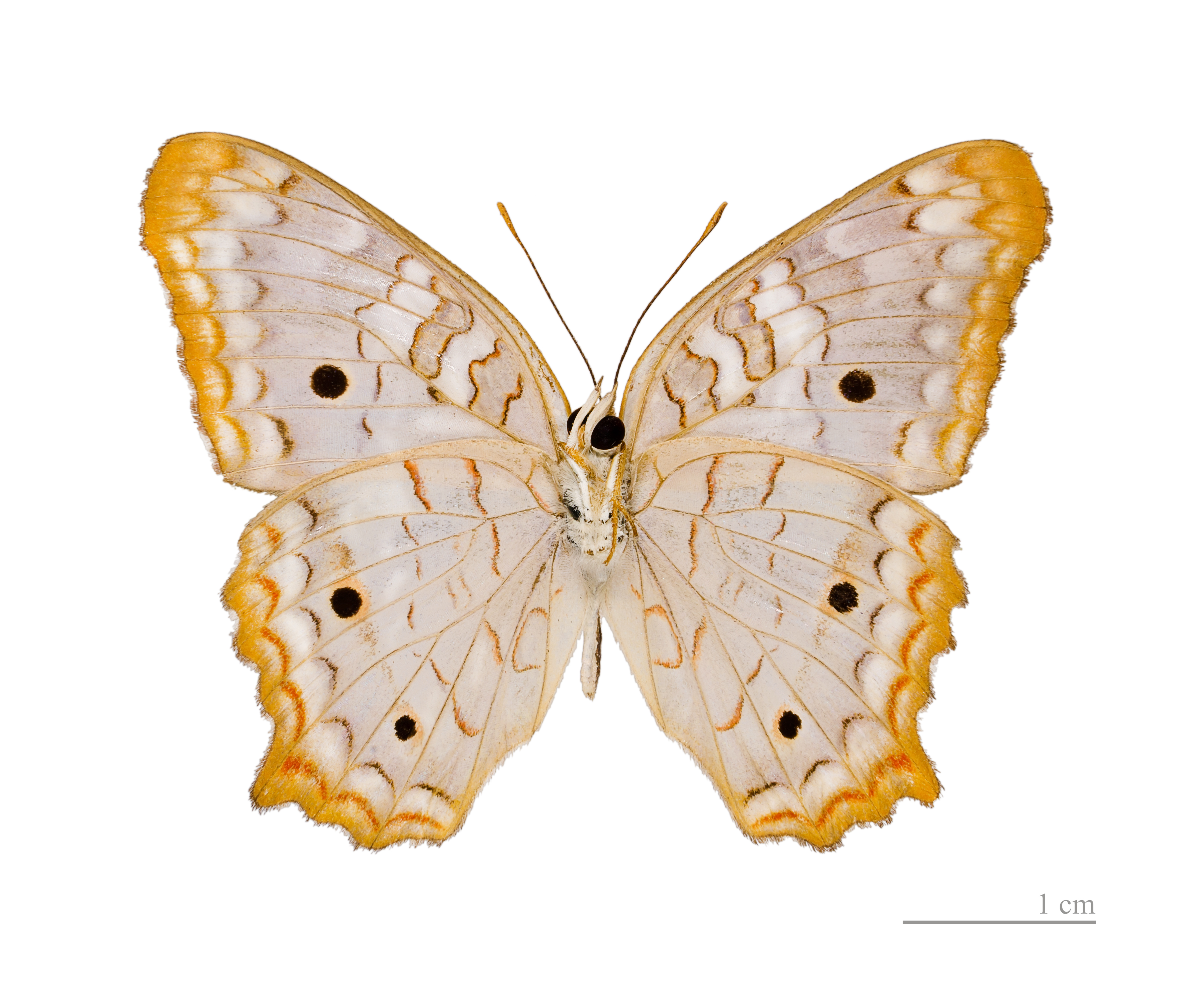
Mâle, revers MHNT
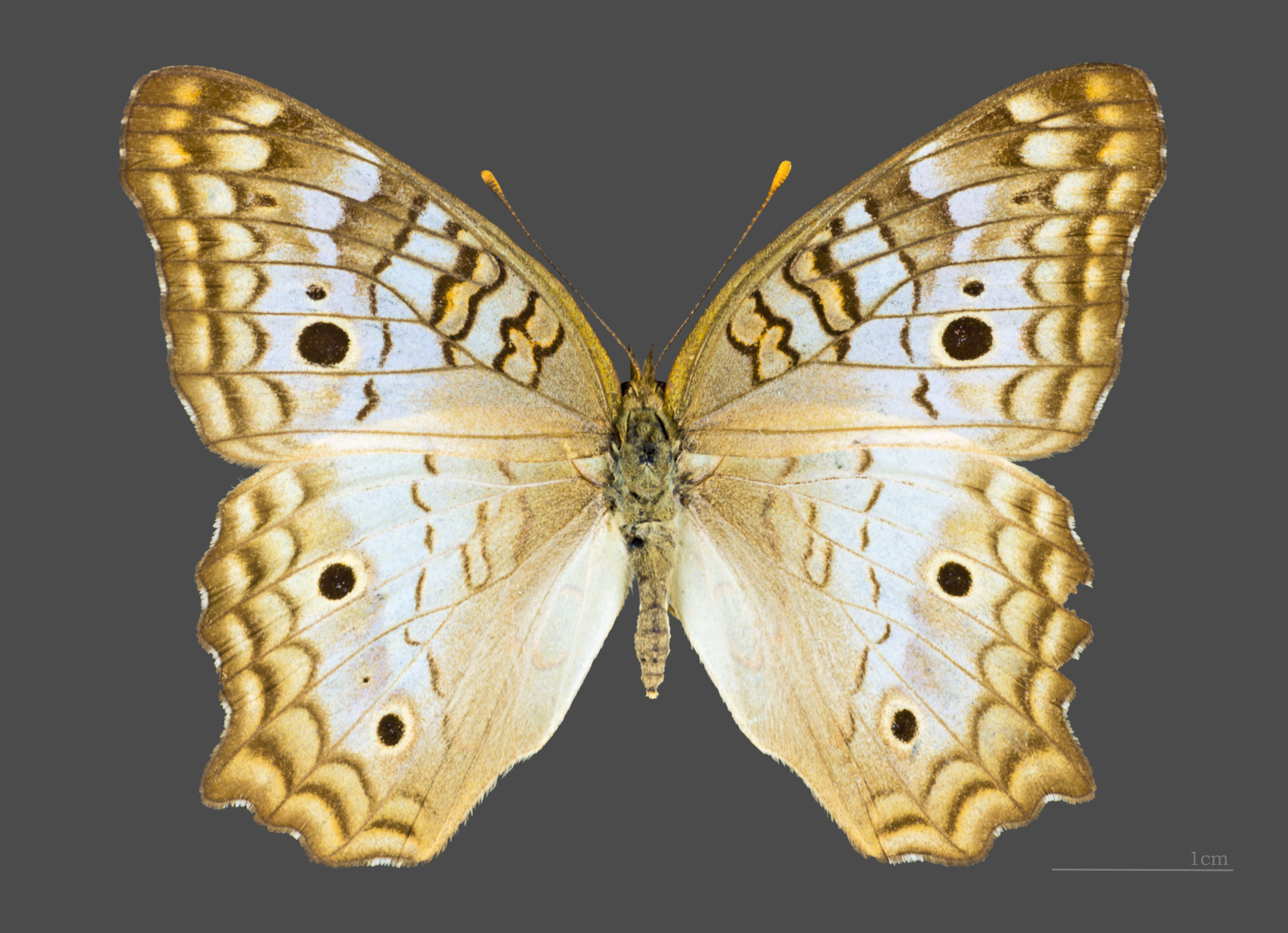
Femelle, face dorsale MHNT
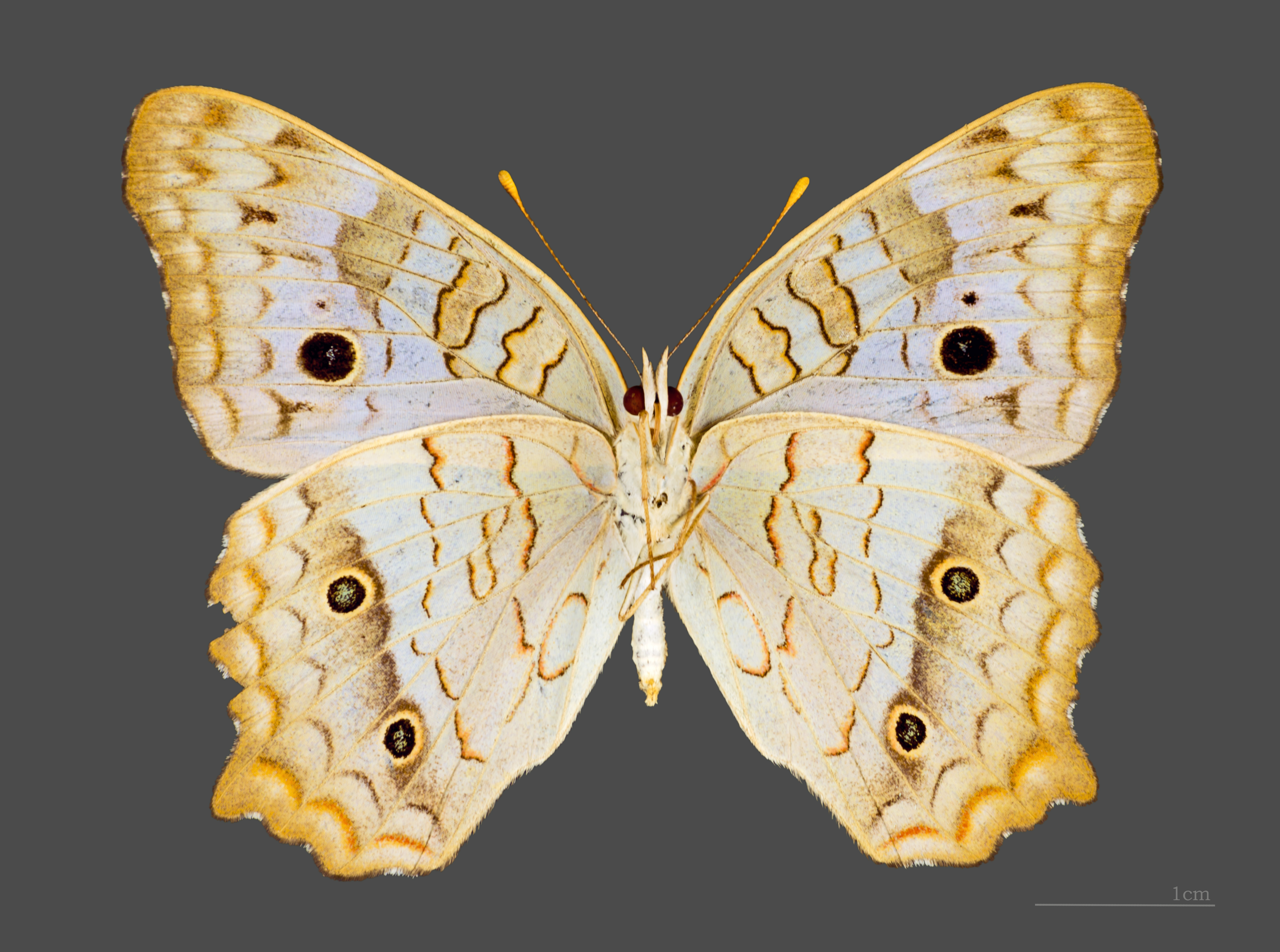
Femelle, revers MHNT

## Biologie

### Phénologie
Il vole toute l'année.

### Plantes hôtes
Les plantes hôtes de sa chenille sont nombreuses, des Blechum, Lindernia, Lippia (Verbenaceae), Ruellia dont  Ruellia occidentalis, Bacopa dont Bacopa monnieri à la Guadeloupe et à la Martinique,.

## Distribution

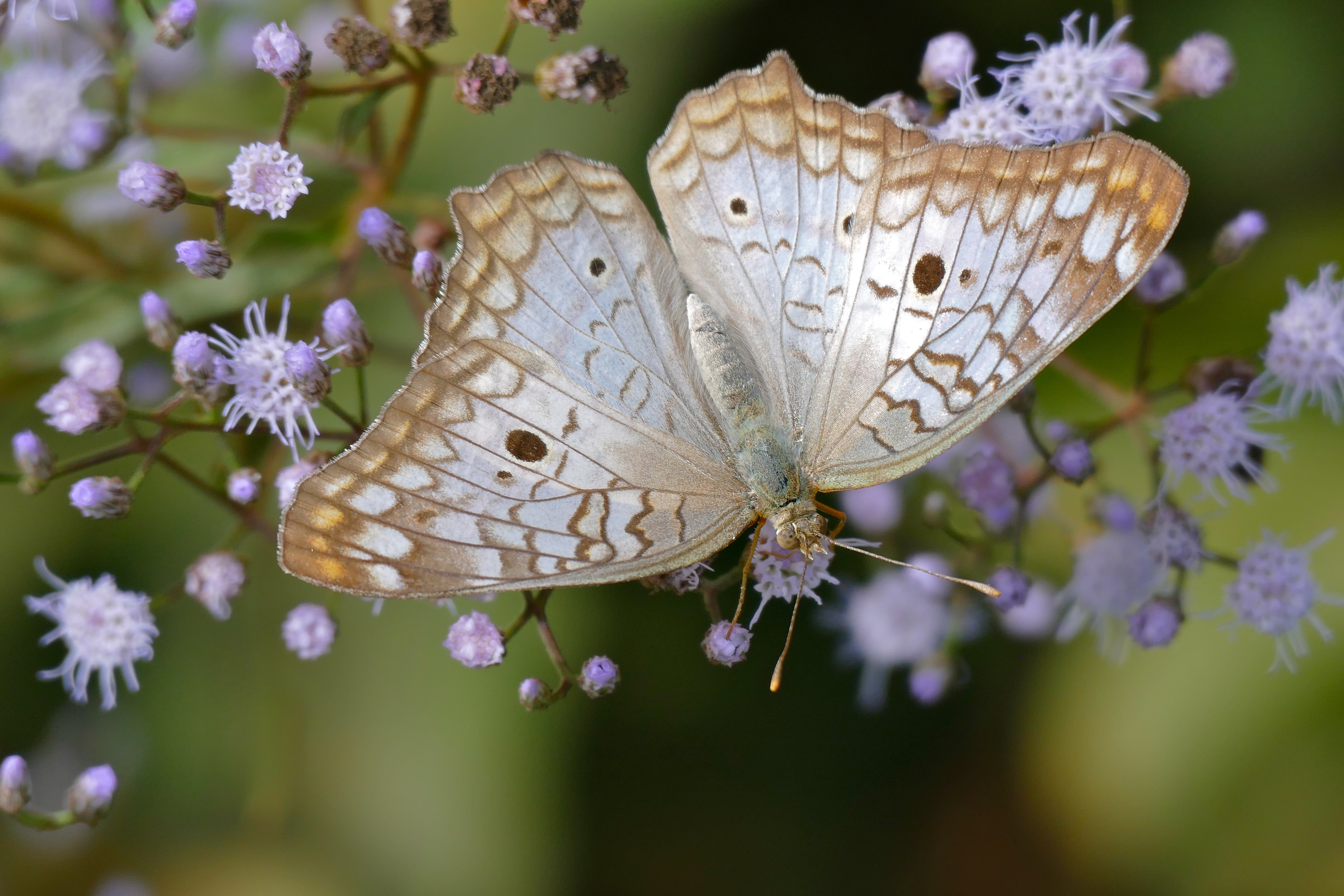
Anartia jatrophae sur Chromolaena odorata (Mato Grosso, Brésil)

### Aire de répartition
Anartia jatrophae est présent du Sud-Est des États-Unis, en Amérique centrale au Mexique, à Panama et au Honduras, à Porto Rico, à Cuba, à Haïti, à la Jamaïque, à la Guadeloupe et à la Martinique, et en Amérique du Sud sous forme de deux isolats, l'un au Suriname, en Guyane et au Brésil, l'autre au Paraguay et en Argentine,.
Il est résident en Amérique du Sud et Amérique centrale ainsi que dans l’extrême sud du Texas et de la Floride. Il est migrateur habituel jusqu'en Caroline du Sud et migrateur exceptionnel en Caroline du Nord, Utah, Missouri et Kansas.

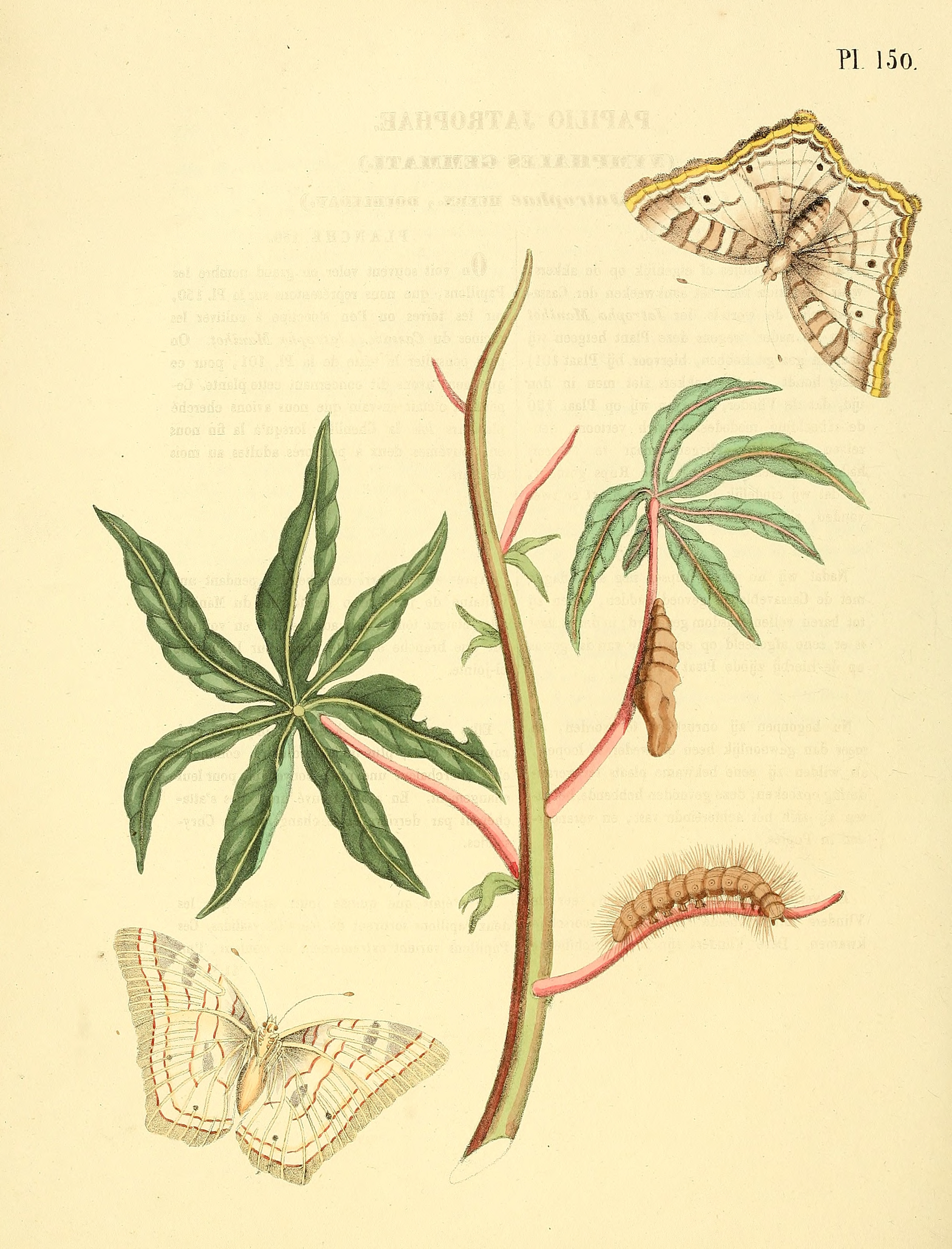
Dessin de Jan Sepp

### Biotopes
Il réside en zones diverses ouvertes, rives de cours d'eau, parcs, jardins,.

## Noms vernaculaires
Anartia jatrophae se nomme White Peacock en anglais,.

## Systématique
L'espèce Anartia jatrophae a été décrite par le naturaliste suédois Carl von Linné en 1763, sous le nom initial de Papilio jatrophae.
Elle est classée dans la famille des Nymphalidae, la sous-famille des Nymphalinae et la tribu des Victorinini.

### Sous-espèces
- Anartia jatrophae jatrophae; en Argentine, au Brésil, en Guyane, au Paraguay et au Suriname

Synonymie pour cette sous-espèce :
Anartia corona (Gosse, 1880)
Anartia jatrophae ab. margarita (Oberthür, 1896)
Anartia jatrophae var. pallida (Köhler, 1923)
- Anartia jatrophae guantanamo (Munroe, 1942 ; à Cuba.
- Anartia jatrophae intermedia (Munroe, 1942 ;
- Anartia jatrophae jamaicensis (Möschler, 1886) ; à la Jamaïque.
- Anartia jatrophae luteipicta (Fruhstorfer, 1907) ;  au Mexique, Panama et Honduras.
- Anartia jatrophae saturata (Staudinger, 1885) ;  à Haïti

Synonymie pour cette sous-espèce :
Anartia saturata (Staudinger, 1885)
- Anartia jatrophae semifusca Munroe, 1942 ; à Porto Rico[2].

## Anartia jatrophaeet l'Homme

### Protection
Pas de statut de protection particulier.

### Philatélie
Ce papillon figure sur une émission des Bahamas de 1994, d'une valeur de 60 c.